# قصر آرانخويث الملكي

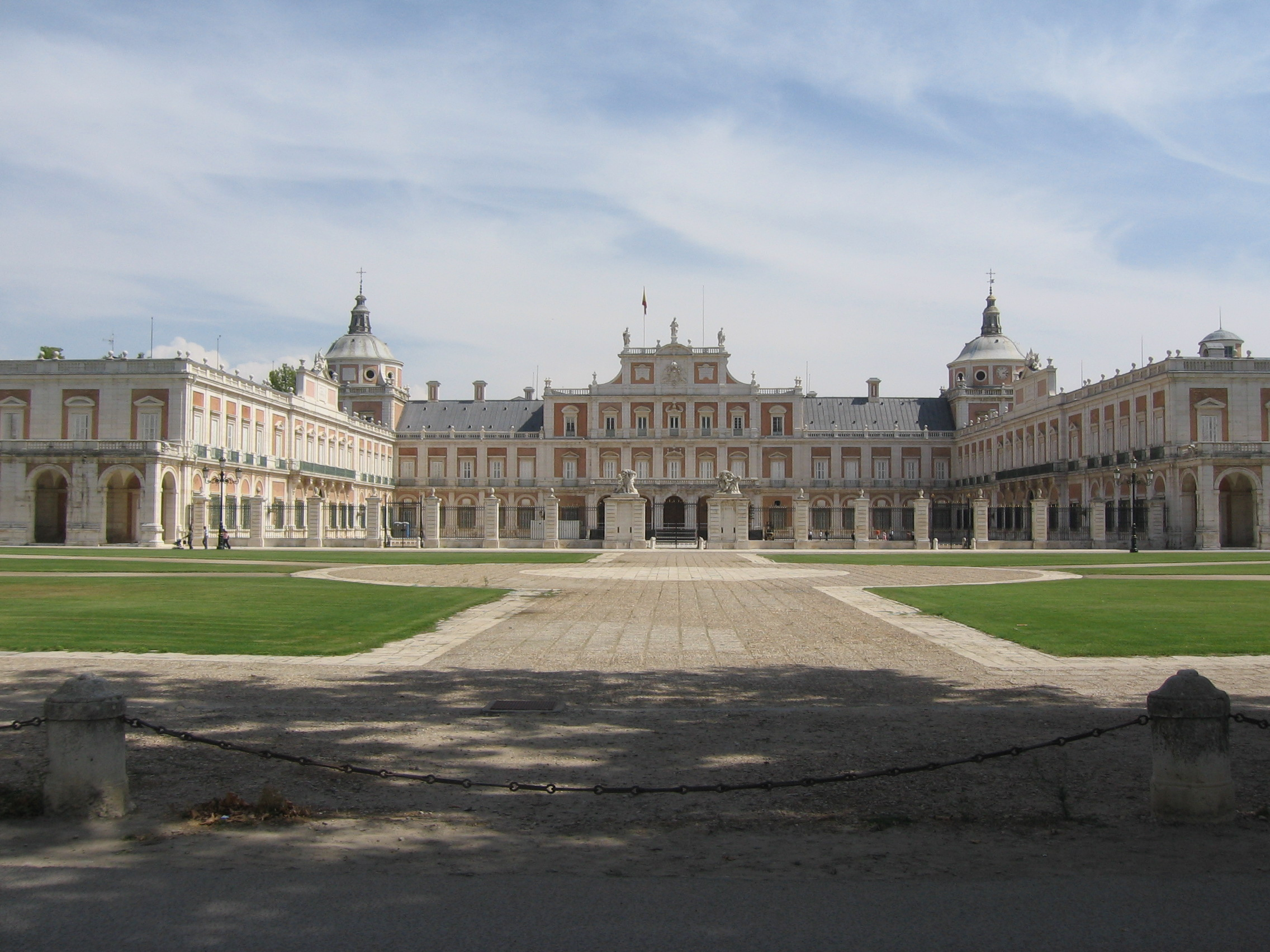
واجهة القصر

قصر آرانخويث الملكي (بالإسبانية: Palacio Real de Aranjuez)‏ هو مقر إقامة لملك إسبانيا، ويقع في بلدة آرنخويث في منطقة مدريد ذاتية الحكم، والقصر مفتوح للعامة كأحد المواقع الملكية الإسبانية.
بني القصر بتكليف من فيليب الثاني ملك إسبانيا وصممه خوان باوتيستا دي توليد وخوان دي هيريرا والذي صمم الإسكوريال.
انتهى بناء القصر في فترة حكم كل من فرديناند السادس وشارل السادس.
تحيط بالقصر حدائق كبيرة تأسست لنزهة سكانه الملكيين حيث أحضرت تربتها من تلة المسيتا الإسبانية "meseta" ويحيط بها نهر تاغوس وريا كانال.
استوحى المؤلف الموسيقي الإسباني خواكين رودريغو مقطوعته الموسيقية كونشيرتو دي آرانخويث من حدائق القصر.
وخطط أن يقود العمل الموسيقي مستمعيه من خلال أصوات الطبيعة في الحدائق وذلك في الفترة التي كتب فيها العمل.
تتضمن محتويات القصر الهامة من الفنون والمجموعات "Museo de la Vida en Palacio" «متحف دي لا فيدا» والذي يوضح تفاصيل الحياة اليومية لسلالات إسبانيا الملكية.

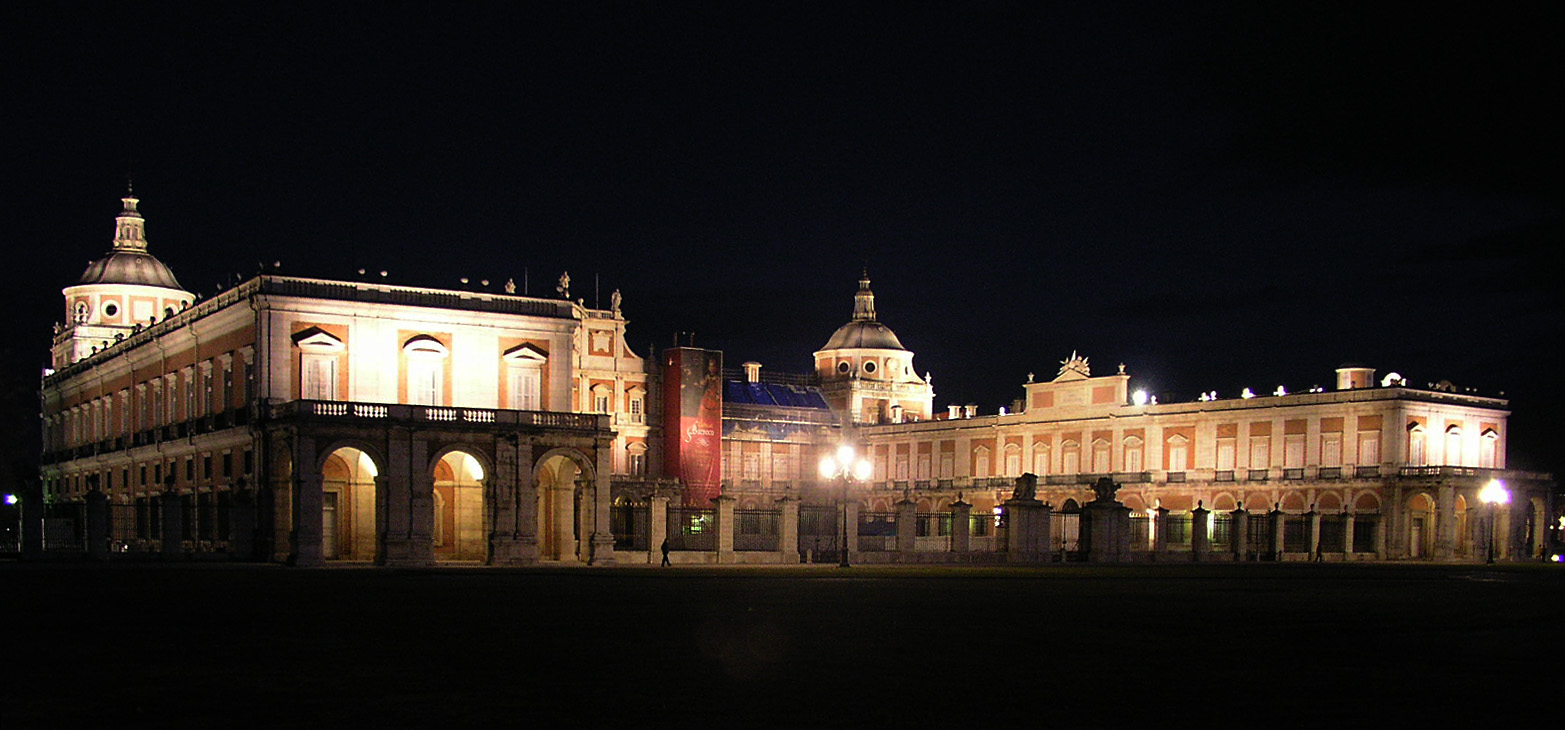
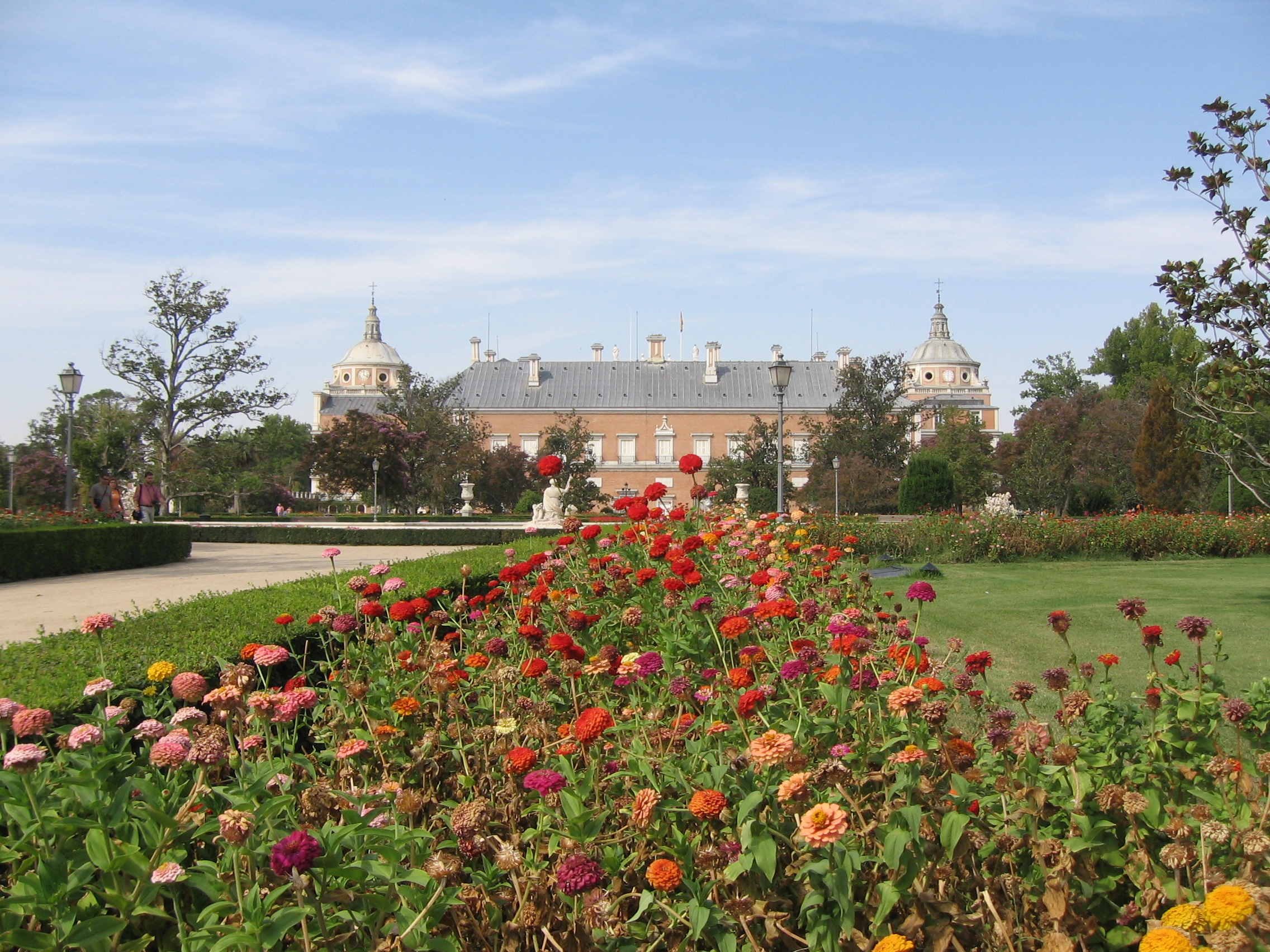
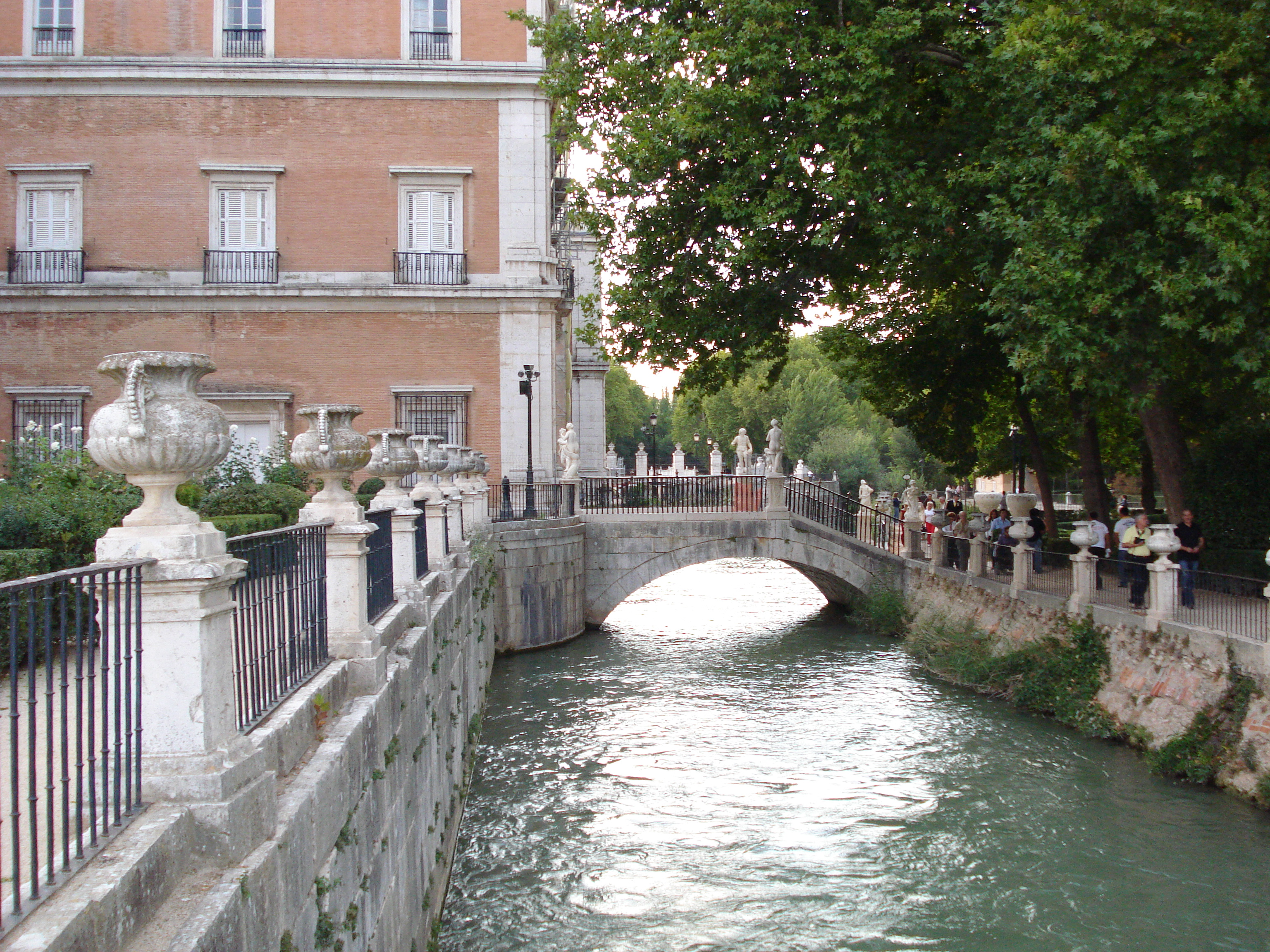
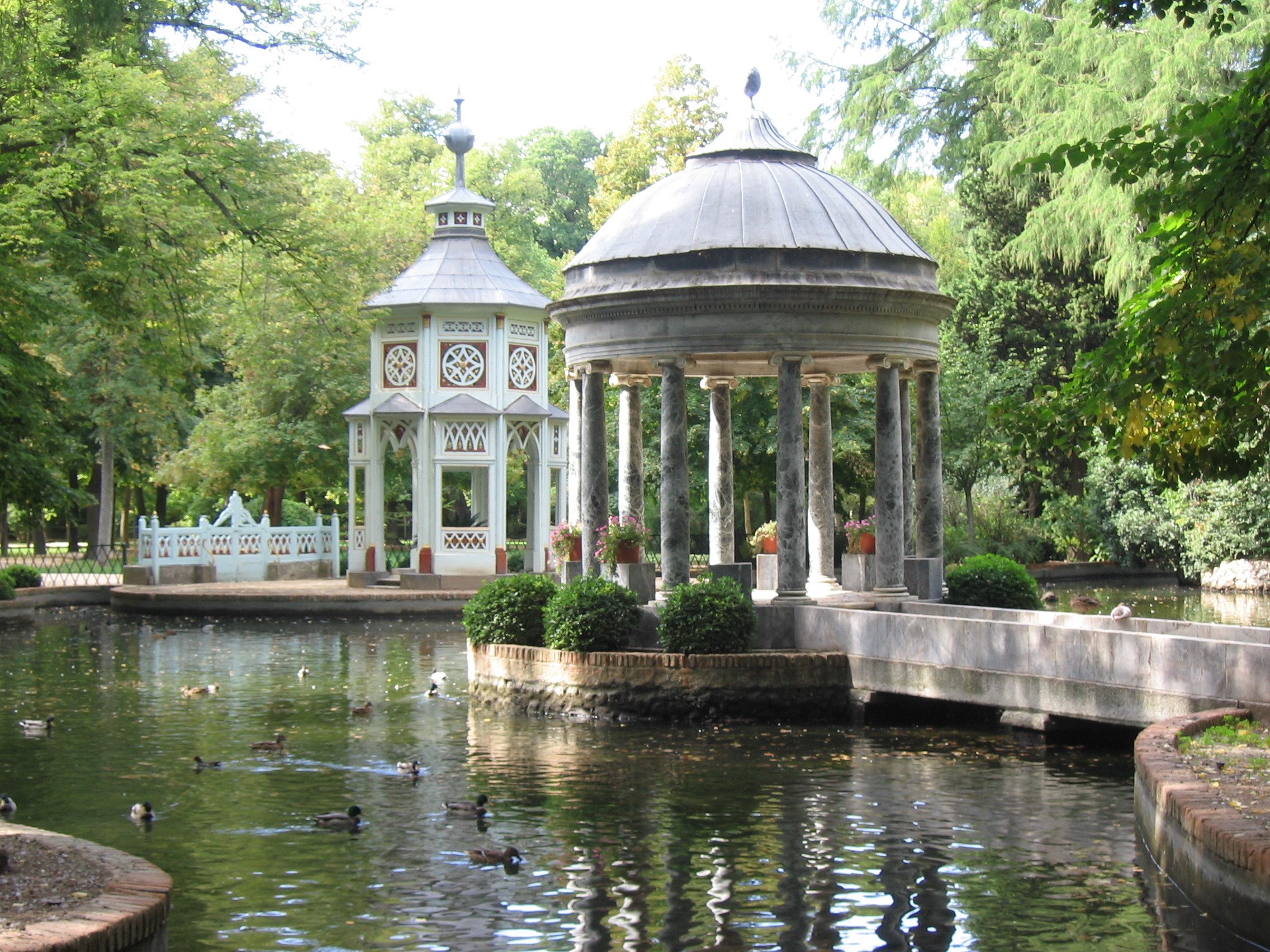

## وصلات خارجية
- Jardin del Palacio de Aranjuez - a Gardens Guide review
- Pictures of Royal Palace in Aranjuez